# الغثيان والقيء الناجم عن العلاج الكيميائي

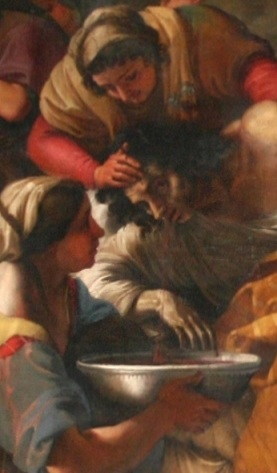

الغثيان والقيء الناجم عن العلاج الكيميائي (CINV) هو أثر جانبي شائع الحدوث في كثير من علاجات السرطان . يعتبر القيء والغثيان من أكثر الآثار الجانبية المرتبطة بعلاجات السرطان والتي تسبب الخوف لمرضى السرطان وعائلاتهم. ففي عام 1983 وجد كوتس وآخرون أن المرضى الذين يتلقون علاجا كيميائيا صنفوا القيء والغثيان كأولى الآثار الجانبية الأكثر شدة على التوالي.  ووجد أن 20% من الذين يعانون من غثيان وقيء شديدين في العلاج يأجلون أو حتى يرفضون العلاجات الدوائية المحتمل تسببها لذلك. في التسعينات طُورت العديد من الفئات الجديدة المقاومة للغثيان تجاريا لتصبح مقياسا عالميا جديدا في نظم العلاجات الكيميائية، كما تساعد في إدارة تلك الأعراض لعدد كبير من المرضى. يؤدي هذا التدخل الفعال غير المرغوب والأعراض المدمرة أحيانا إلى زيادة جودة حياة المرضى وبالتالي فإن زيادة تحمل المرضى يؤدي لدورات علاجية أكثر فاعلية.

## الأنواع
يوجد العديد من الأنواع الفرعية للغثيان والقيء الناتج من العلاج الكيميائي، وتصنف كالآتي:
حاد: يحدث في غضون 24 ساعة من العلاج الكيميائي.
متأخر: يحدث بين 24 و5 أيام من العلاج الكيميائي.
نافذ: يحدث رغم العلاج الوقائي.
استباقي: ناجم عن التذوق أو الرائحة أو الذكريات أو الرؤى أو القلق المتعلق بالعلاج الكيميائي.
مقاوم: يحدث خلال دورات لاحقة عندما تفشل مضادات القيء في الدورات السابقة

## المسببات
القيئ هو آلية الدماغ التي تتحكم بها المنطقة المنخفضة للنخاع المستطيل. يوجد العديد من المصادر للدخول إلى مركز التقيؤ. تمثل المستقبلات الموجودة على أرضية البطين الرابع في الدماغ منطقة إطلاق المستقبل الكيميائي. تحتوي منطقة إطلاق المستقبل الكيميائي D2، و مستقبلات السيروتونين 5-HT3، مستقبلات الأفيون، مستقبلات الأستيل كولين والمستقبلات للمادة P. تحفيز المستقبلا المختلفة متضمنا في مسارات مختلفة يؤدي إلى التقيؤ. في الطريق النهائي المشترك يبدو أن المادة P تشارك في تنشيط مستقبل نيوروكينين -1. بالإضافة إلى ذلك، النظام المبهمي والنظام العصبي المعوي تنقل المعلومات فيما يتعلق بحالة الجهاز الهضمي. تهيج الغشاء المخاطي في الجهاز الهضمي من خلال العلاج الكيميائي أو الإشعاعي أو الانتفاخ أو التهاب المعدة والأمعاء الحاد ينشط مستقبلات 5-HT3 لهذه المدخلات. ومن المعروف الآن على نطاق واسع أن مواد العلاج الكيميائي المسممة للخلايا تسبب زياد ملحوظة في مستوى السيروتونين (5-HT) والمستقلب الرئيسي -5 حمض هيدروكسي ليندولتيك (HIAA-5). يؤدي وجود هذه المواد الكيميائية في الدم إلى تنشيط مستقبلات  5-HT3 في منطقة إطلاق العامل الكيميائي، مما يؤدي بدوره إلى إطلاق المادة P، التي تنشط مستقبلات NK1 لإحداث استجابة قيئية (قيء).

## العلاح
تختلف أخطار الغثيان الناجم عن العلاج الكيميائي والقيء بناء على نوع العلاج المُتلقى، كما وتؤثر عليه عدة عوامل خارجية. بعض العلاجات الكيميائية أكثر عرضة للتسبب في الغثيان والقيء من العلاجات الأخرى، كما أن بعض مواد العلاجات الكيميائية لا تسبب الغثيان من تلقاء نفسها ولكن حين تجمع من مواد أخرى. ويشار إلى الأنظمة العلاجية المرتبطة بحدوث معدلات قيئ وغثيان عالية (90% وأكثر) بأنه علاج كيميائي متقدم جدا، ولتلك التي تسبب غثيان وقيء معتدل (30-90%) بأنه علاج كيميائي معتدل التقدم.
بعض من المواد الدوائية والعلاجات الكيميائية الفعالة تشمل:
- أدرياميسين، بليوميسين، فينبلاستين، داكاربازين (ABVD)
- أدرياميسين، سيكلوفوسفاميد (AC)
- بليوميسين، إيتوبوسيد، مادة البلاتين (BEP)
- سيسبلاتين
- كارموستين (> 250 مجم / م 2)
- CBV
- سيكلوفوسفاميد (> 1500 مجم / م 2)
- داكاربازين
- ميكلوريثامين
- ستربزوكن
- فينبلاستين، إيفوسفاميد، مادة البلاتين (VIP)

إلى جانب نوع العلاج، فإن العوامل الشخصية قد تعرض المريض لخطر الإصابة بقيء وغثيان العلاج الكيميائي. تشمل عوامل الخطر الأخرى:
- توقع القيء والغثيان المصاحب للعلاج الكيميائي
- القلق أو الاكتئاب
- الجنس الأنثوي
- استخدام قليل للكحول في الماضي
- التاريخ المرضي
- تاريخ الغثيان والقيء أثناء الحمل
- تاريخ الغثيان والقيء المصاحب للعلاج الكيميائي السابق
- عمر المريض (أقل من 55 سنة)

.